# Кузьмина, Любовь Евгеньевна
Любовь Евгеньевна Кузьмина (род. 17 июня 1986) — российская спортсменка, призёр чемпионатов России по вольной борьбе, мастер спорта России.

## Спортивные результаты
- Чемпионат России по женской борьбе 2013 года — ;
- Чемпионат России по женской борьбе 2012 года — ;
- Кубок России 2011 года — ;
- Гран-при Иван Ярыгин 2011 года — ;
- Чемпионат России по женской борьбе 2010 года — ;
- Чемпионат России по женской борьбе 2009 года — ;